# La Bellière (Orne)
La Bellière is een gemeente in het Franse departement Orne (regio Normandië) en telt 109 inwoners (2009). De plaats maakt deel uit van het arrondissement Argentan.

## Geografie
De oppervlakte van La Bellière bedraagt 14,4 km², de bevolkingsdichtheid is dus 7,6 inwoners per km².
De onderstaande kaart toont de ligging van La Bellière (Orne) met de belangrijkste infrastructuur en aangrenzende gemeenten.

## Demografie
Onderstaande figuur toont het verloop van het inwonertal (bron: INSEE-tellingen).